# Terapia de la conducta
La terapia de la conducta es una forma de tratamiento psicológico derivado de la investigación de laboratorio desde el enfoque de conducta. La fundamentación empírica y teórica, sólidamente científica, se considera una característica esencial en sus desarrollos. Sin embargo, han surgido dudas y cuestionamientos a algunos estudios empíricos que parecían haber demostrado su eficacia para tratar ciertas patologías, pues se ha encontrado fraudes y manipulación de datos. (Véase sobre esto último el artículo Hans Eysenck.)

## Lista de estrategias
- biorretroalimentación (biofeedback)
- condicionamiento instrumental positivo
- condicionamiento clásico
- desensibilización sistemática
- detención del pensamiento
- entrenamiento asertivo
- entrenamiento autoinstruccional
- entrenamiento en resolución de problemas
- focalización sensorial y otros ejercicios de "placereado" (terapia para disfunciones sexuales)
- inoculación de estrés

- modelado
- sensibilización y extinción encubiertas
- terapia de exposición

## Historia
Lo que hoy se conoce como la terapia de la conducta, es en realidad la integración de varias líneas de investigación, las más notables son: 
- La línea que investigaba dentro del paradigma de la inhibición recíproca, cuyo mayor representante fue Joseph Wolpe.
- La línea que investigaba dentro del paradigma condicionamiento instrumental o condicionamiento operante, cuyo mayor representante fue Burrhus F. Skinner.
- La línea de las terapias cognitivas, como la TREC y la TCC, cuyos fundadores respectivos son Albert Ellis y Aaron Beck.

Joseph Wolpe publicó en 1958 su libro pionero Psicoterapia por inhibición recíproca, que exponía una fundamentación detallada de la formación de una amplia gama de trastornos conductuales y técnicas para superarlas. Entre los trastornos tratados estaban la ansiedad, las fobias, los problemas sexuales, las conductas obsesivas, amnesia, y la histeria. Mientras que las teorías neurológicas que usaba Wolpe hoy están superadas, la tecnología desarrollada sigue estando entre las más usadas y efectivas de la terapia de la conducta. La idea básica era que la respuesta de ansiedad podía ser rivalizada e inhibida por una nueva respuesta antagónica. La respuesta antagónica usada comúnmente es la relajación, y habiendo aprendido el paciente la técnica de relajación (de Jacobson o alguna otra), se le presenta el estímulo ansiógeno de forma paulatina, de tal manera que el paciente vaya aprendiendo a relajarse ante el estímulo que provoca ansiedad o situación temida. Este método se conoce hoy día como desensibilización sistemática.[cita requerida]
En tanto B.F. Skinner hacía desarrollos singulares en teoría del condicionamiento operante, a la par de sus amplios estudios de laboratorio, no se implicó de lleno en las aplicaciones clínicas de lo que llamó análisis experimental del comportamiento. Sin embargo, los clínicos se entusiasmaron con su modelo parsimonioso y bien fundamentado empíricamente.[cita requerida]
La línea de las terapias cognitivas, como la TCC y la TREC, tuvo sus inicios a finales de la década de 1950 y prosigue hoy día, aumentando significativamente el radio de acción y las herramientas disponibles en la terapia de conducta. El principal aporte de ellas a la terapia de la conducta ha sido la reestructuración cognitiva.[cita requerida]
Hoy día las distinciones entre la terapia de conducta y otras terapias cognitivo-conductuales se van eliminando con la creciente integración teórica y clínica. Tanto es así que a finales del siglo veinte era claro que se trataba de un solo metaparadigma clínico con una rica gama de variantes, toda con una amplia fundamentación empírica.[cita requerida]
La modificación de conducta, en sentido estricto, comenzó a plantearse a principios del siglo XX en el laboratorio del fisiólogo ruso Iván P. Pávlov, quien adiestró a un perro para salivar cuando oía una campanilla o veía un círculo proyectado en la pared y a no hacerlo cuando veía una elipse (en los primeros casos se le administraba después comida y en el caso de la elipse una descarga eléctrica). Al modificar la forma de la elipse y asemejarla cada vez más a un círculo, la reacción del perro cambiaba: se agitaba y no era posible suscitar en él la respuesta antes condicionada. Este tipo de perturbación generada en el laboratorio se denominó desde entonces neurosis experimental.[cita requerida]
Un segundo hito fundamental para la modificación de conducta tuvo lugar cuando los principios de condicionamiento pavlovianos se generalizaron a los seres humanos. En 1920, el psicólogo conductista estadounidense John B. Watson y su ayudante Rosalie Rayner publicaron un estudio experimental en el que un bebé de 11 meses que había jugado previamente con una rata blanca de laboratorio, fue condicionado a temerla asociando su presencia a un ruido fuerte y desagradable, en lo que se llama emparejamiento de estímulos. La psicóloga Mary Cover Jones realizó experimentos similares pero diseñados para reducir los miedos ya establecidos en los niños, descubriendo dos métodos particularmente efectivos: el primero, la asociación del estímulo temido con otro estímulo diferente capaz de suscitar una reacción positiva, y el segundo, la ubicación de un niño que siente temor por un objeto determinado junto a otros que no lo sienten (inicio de la experimentación sobre el aprendizaje por imitación de modelos o condicionamiento vicario).[cita requerida]
Los psicólogos ingleses, sudafricanos y estadounidenses emplearon las técnicas de modificación de conducta en las décadas de 1940 y 1950 con fines clínicos, destacando en esta área el médico surafricano Joseph P. Wolpe, quien cuestionó la eficacia de la psicoterapia tradicional para el tratamiento de adultos jóvenes, especialmente aquellos que tenían reacciones de miedo incapacitadoras (como las fobias). Para tratar los trastornos por ansiedad, Wolpe diseñó procedimientos terapéuticos basados en el modelo de condicionamiento clásico pavloviano.[cita requerida]
En la misma época, un grupo de psicólogos londinenses, encabezados por Hans Jurgen Eysenck, lanzaron un nuevo programa de investigación sobre el desarrollo de técnicas de tratamiento basadas en la teoría del aprendizaje de los conductistas estadounidenses Clark L. Hull y Kenneth W. Spence.[cita requerida]
En Estados Unidos se llevaron a cabo dos tipos de investigaciones que ayudaron a determinar el campo de la modificación de conducta: la generalización de los principios del condicionamiento clásico a problemas clínicos como la enuresis nocturna o el alcoholismo, y la aplicación de los principios del condicionamiento operante (también, condicionamiento instrumental) desarrollados por Burrhus F. Skinner, dirigidos a la educación y tratamiento de los niños minusválidos en escuelas e instituciones y al tratamiento de los adultos en hospitales psiquiátricos.[cita requerida]
A comienzos de la década de 1960, la modificación de conducta se había convertido en una especialidad aplicada de la psicología en sus dos ramas: terapia de conducta y análisis de conducta aplicado.[cita requerida]

## Técnicas de modificación de conducta
Determinadas técnicas empleadas en la terapia de conducta se hicieron lo suficientemente relevantes como para adquirir nombres específicos: desensibilización sistemática, terapia de aversión, biofeedback (en español, biorrealimentación) y el análisis de la conducta aplicada.[cita requerida]

### La desensibilización sistemática
La desensibilización sistemática, la técnica más empleada por la terapia de conducta, intenta tratar trastornos que tengan un origen conocido, como por ejemplo, las fobias a los animales, a los aviones, las fobias sociales o la claustrofobia. El método consiste, por lo general, en entrenar al paciente a relajarse en presencia del estímulo desagradable, que comienza por la presencia distante o la mera mención del objeto y va acercándose gradualmente. La terapia supone que la reacción de ansiedad es sustituida poco a poco por la nueva respuesta de relajación, proceso que se conoce como inhibición recíproca (entre la respuesta fóbica condicionada en el paciente y la respuesta de relajación inducida en el tratamiento). 

### La terapia de aversión
La terapia de aversión suele emplearse para eliminar hábitos perniciosos. El estímulo desagradable, como un shock eléctrico (pequeño y controlado), se da al mismo tiempo que sucede el ‘hábito negativo’. Las series repetidas del estímulo desagradable y el hábito negativo, pretenden que el estímulo desencadene repulsión, no atracción positiva. Esta forma de terapia ha sido bastante polémica, ya que se cuestiona su eficacia, probablemente porque ni siquiera se atiene al paradigma del conductismo operante defendido por Skinner que, como ilustra en su utopía novelada Walden II, desconfía de la capacidad de los refuerzos negativos para extinguir una respuesta.

### El bio-feed-back o ‘biorrealimentación’
La ‘biorrealimentación’ se usa sobre todo en el tratamiento de las alteraciones de la conducta que tienen una base física. Suministra al paciente información sobre procesos fisiológicos tales como la tensión arterial o el ritmo cardiaco. Con la ayuda de dispositivos mecánicos pueden observarse las variaciones puntuales en el funcionamiento del cuerpo humano. El terapeuta podrá compensar los cambios que crea convenientes, como el descenso de la presión sanguínea.

### El análisis de la conducta aplicada
El análisis de conducta aplicada se usa para poner a punto técnicas educacionales y terapéuticas de formato constante pero personalizable. Cinco etapas esenciales caracterizan este enfoque:
1. decidir qué puede hacer el paciente para mejorar el problema;
2. preparar un programa destinado a debilitar la conducta no deseada y a fortalecer la conducta de sustitución;
3. poner en práctica el programa terapéutico de acuerdo a los principios conductuales;
4. llevar registros cuidadosamente detallados, y
5. modificar el programa si ello produce mejores resultados.

## Polémica sobre estudios de resultados
Durante los años 1950s el psicólogo inglés Hans Eysenck sostuvo que la psicoterapia (incluido el psicoanálisis y todas las demás psicoterapias no conductistas) no es exitosa e incluso puede ser dañina. Eysenck y el psiquiatra sudafricano-estadounidense Joseph Wolpe fueron algunos de los pioneros en desarrollar la terapia de conducta, basada en los principios del condicionamiento clásico y operante. Eysenck sostuvo en una serie de investigaciones realizadas entre los 1950s y 1990s que la terapia conductual es exitosa y el resto de psicoterapias no lo son.
Existen estudios que indican que la terapia de conducta ha demostrado ser útil para tratar varios problemas como la depresión, adicciones, trastornos de personalidad y trastornos de ansiedad.
Sin embargo, en lo que respecta a Eysenck específicamente, varios investigadores independientes, incluidos Anthony Pelosi, David Marks, Henk van der Ploeg, Hermann Vetter, Roderick Buchanan y el King’s College London (universidad donde Eysenck fue profesor desde 1955 a 1983), han denunciado grave falseamiento de datos en varios estudios publicados por él desde los años 50s hasta los 90s.
El crítico y escéptico David Marks sostiene sobre las investigaciones publicadas por H. J. Eysenck y R. Grossarth-Maticek y sus afirmaciones de poder prevenir el cáncer con terapia conductual:

“Hay múltiples aspectos de estas afirmaciones que son imposibles de creer. Por ejemplo, la afirmación de que la biblioterapia que consiste en lectura casera puede reducir la mortalidad relacionada con enfermedades humanas en un 50 por ciento es totalmente imposible de creer. Los datos están tan lejos del límite de una distribución normal de tamaños de efecto, que ciertamente nunca podrían haber sucedido sin error. H. J. Eysenck y R. Grossarth-Maticek legítimamente podrían ser canonizados como “San Hans” y “San Ronald” por hacer tales milagros si se pudieran probar sus afirmaciones, lo que nunca sucederá. Para su eterna vergüenza, los intentos de Hans Eysenck de desacreditar los vínculos causales bien establecidos entre el tabaquismo y el cáncer mientras recibía grandes sumas de la industria tabacalera son uno de los engaños más vergonzosos cometidos por cualquier científico del siglo XX.”
David Marks.

Durante 2020 la International Journal of Social Psychiatry, la Journal of the Royal Society of Medicine y otras revistas emitieron 64 expresiones de preocupación y 14 retractaciones de papers de Eysenck. Los críticos denuncian que es necesario retractar muchos otros papers y libros.
A su vez, los autores James Coyne y William O’Donohue (este último un analista de conducta), de manera independiente entre sí, denuncian manipulación de datos en los estudios (ensayos aleatorios controlados) de Steven C. Hayes y colaboradores sobre la supuesta eficacia de la terapia de aceptación y compromiso.